# Gillett (Arkansas)
Gillett é uma cidade localizada no estado americano de Arkansas, no Condado de Arkansas.

## Demografia
Segundo o censo americano de 2000, a sua população era de 819 habitantes.
Em 2006, foi estimada uma população de 786, um decréscimo de 33 (-4.0%).

## Geografia
De acordo com o United States Census Bureau, a localidade tem uma área de 2,7 km², sem área coberta por água.

## Localidades na vizinhança
O diagrama seguinte representa as localidades num raio de 32 km ao redor de Gillett.